# Harlow (filme da Paramount)
Harlow (bra Harlow: A Vênus Platinada) é um filme estadunidense de 1965, do gênero drama romântico-biográfico, dirigido por Gordon Douglas, com roteiro de John Michael Hayes baseado no livro Harlow: An Intimate Biography, de Irving Shulman.

## Prêmios e indicações
| Prêmio             | Categoria               | Recipiente  | Resultado |
| ------------------ | ----------------------- | ----------- | --------- |
| Globo de Ouro 1966 | Melhor ator coadjuvante | Red Buttons | Indicado  |

## Elenco
- Carroll Baker ....... Jean Harlow
- Red Buttons ....... Arthur Landau
- Raf Vallone ....... Marino Bello
- Angela Lansbury ....... Mama Jean Bello
- Peter Lawford ....... Paul Bern
- Michael Connors ....... Jack Harrison
- Martin Balsam ....... Everett Redman
- Leslie Nielsen ....... Richard Manley
- Mary Murphy ....... Sally Doane
- Hanna Landy ....... Beatrice Landau
- Peter Hansen ....... diretor assistente
- Kipp Hamilton ....... Marie Tanner
- Peter Leeds ....... Parker

## Sinopse
Jovem e sensual atriz, tem rápida ascensão, mas é vitima de seus problemas emocionais. Cinebiografia romantizada da atriz Jean Harlow.